# Antibothrus fatalis
Antibothrus fatalis is een keversoort uit de familie knotshoutkevers (Bothrideridae). De wetenschappelijke naam van de soort werd in 1985 gepubliceerd door Nikitsky.